# Cincinnati Open 2009 - Qualificazioni singolare maschile
Le qualificazioni del singolare maschile del Cincinnati Open 2009 sono state un torneo di tennis preliminare per accedere alla fase finale della manifestazione. I vincitori dell'ultimo turno sono entrati di diritto nel tabellone principale. In caso di ritiro di uno o più giocatori aventi diritto a questi sono subentrati i lucky loser, ossia i giocatori che hanno perso nell'ultimo turno ma che avevano una classifica più alta rispetto agli altri partecipanti che avevano comunque perso nel turno finale.
Le qualificazioni del torneo prevedevano 28 partecipanti di cui 7 sono entrati nel tabellone principale.

## Teste di serie
1. Ivan Ljubičić (Qualificato)
2. Julien Benneteau (ultimo turno)
3. Lu Yen-hsun (Qualificato)
4. Michail Južnyj (Qualificato)
5. Andrej Golubev (primo turno)
6. Simone Bolelli (Qualificato)
7. Denis Istomin (ultimo turno)

1. Robert Kendrick (ultimo turno)
2. Łukasz Kubot (primo turno)
3. Jan Hernych (Qualificato)
4. Rainer Schüttler (ultimo turno)
5. Adrian Mannarino (ultimo turno)
6. Ernests Gulbis (primo turno)
7. Kevin Kim (ultimo turno)

## Qualificati
1. Ivan Ljubičić
2. Łukasz Kubot
3. Lu Yen-hsun
4. Michail Južnyj

1. Chris Guccione
2. Simone Bolelli
3. Jan Hernych

## Tabellone

### Legenda
| - Q = Qualificato - WC = Wild card - LL = Lucky loser | - ALT = Alternate - SE = Special Exempt - PR = Protected Ranking | - w/o = Walkover - r = Ritirato - d = Squalificato |

### Sezione 1
|  | Primo turno | Primo turno    | Primo turno   | Primo turno | Primo turno |  |  | Ultimo turno | Ultimo turno  | Ultimo turno | Ultimo turno | Ultimo turno |  |
|  |             |                |               |             |             |  |  |              |               |              |              |              |  |
|  | 1           | Ivan Ljubičić  | Ivan Ljubičić | 6           | 7           |  |  |              |               |              |              |              |  |
|  |             | Jesse Levine   | Jesse Levine  | 1           | 64          |  |  | 1            | Ivan Ljubičić | 6            | 4            | 6            |  |
|  |             | Rajeev Ram     | 3             | 6           | 6           |  |  |              | Rajeev Ram    | 4            | 6            | 3            |  |
|  | 13          | Ernests Gulbis | 6             | 3           | 4           |  |  |              |               |              |              |              |  |

### Sezione 2
|  | Primo turno | Primo turno        | Primo turno        | Primo turno | Primo turno |  |  | Ultimo turno | Ultimo turno     | Ultimo turno     | Ultimo turno | Ultimo turno |  |
|  |             |                    |                    |             |             |  |  |              |                  |                  |              |              |  |
|  | 2           | Julien Benneteau   | Julien Benneteau   | 7           | 7           |  |  |              |                  |                  |              |              |  |
|  |             | Michael Russell    | Michael Russell    | 6(1)        | 5           |  |  | 2            | Julien Benneteau | Julien Benneteau | 2            | 5            |  |
|  |             | Łukasz Kubot       | Łukasz Kubot       | 6           | 6           |  |  |              | Łukasz Kubot     | Łukasz Kubot     | 6            | 7            |  |
|  | 9           | Tejmuraz Gabašvili | Tejmuraz Gabašvili | 1           | 2           |  |  |              |                  |                  |              |              |  |

### Sezione 3
|  | Primo turno | Primo turno         | Primo turno      | Primo turno | Primo turno |  |  | Ultimo turno | Ultimo turno     | Ultimo turno | Ultimo turno | Ultimo turno |  |
|  |             |                     |                  |             |             |  |  |              |                  |              |              |              |  |
|  | 3           | Lu Yen-hsun         | 7                | 3           | 6           |  |  |              |                  |              |              |              |  |
|  |             | Serhij Stachovs'kyj | 5                | 6           | 3           |  |  | 3            | Lu Yen-hsun      | 4            | 6            | 6            |  |
|  | 11          | Rainer Schüttler    | Rainer Schüttler | 6           | 7           |  |  | 11           | Rainer Schüttler | 6            | 4            | 1            |  |
|  |             | Nicolás Lapentti    | Nicolás Lapentti | 3           | 5           |  |  |              |                  |              |              |              |  |

### Sezione 4
|  | Primo turno | Primo turno      | Primo turno      | Primo turno | Primo turno |  |  | Ultimo turno | Ultimo turno     | Ultimo turno     | Ultimo turno | Ultimo turno |  |
|  |             |                  |                  |             |             |  |  |              |                  |                  |              |              |  |
|  | 4           | Michail Južnyj   | 4                | 6           | 7           |  |  |              |                  |                  |              |              |  |
|  |             | Santiago Giraldo | 6                | 4           | 63          |  |  | 4            | Michail Južnyj   | Michail Južnyj   | 6            | 6            |  |
|  | 12          | Adrian Mannarino | Adrian Mannarino | 6           | 7           |  |  | 12           | Adrian Mannarino | Adrian Mannarino | 2            | 1            |  |
|  |             | Donald Young     | Donald Young     | 4           | 6           |  |  |              |                  |                  |              |              |  |

### Sezione 5
|  | Primo turno | Primo turno      | Primo turno    | Primo turno | Primo turno |  |  | Ultimo turno | Ultimo turno    | Ultimo turno    | Ultimo turno | Ultimo turno |  |
|  |             |                  |                |             |             |  |  |              |                 |                 |              |              |  |
|  |             | Chris Guccione   | Chris Guccione | 7           | 6           |  |  |              |                 |                 |              |              |  |
|  | 5           | Andrej Golubev   | Andrej Golubev | 65          | 4           |  |  |              | Chris Guccione  | Chris Guccione  | 7            | 7            |  |
|  | 8           | Robert Kendrick  | 4              | 6           | 6           |  |  | 8            | Robert Kendrick | Robert Kendrick | 610          | 5            |  |
|  |             | Marcos Baghdatis | 6              | 3           | 4           |  |  |              |                 |                 |              |              |  |

### Sezione 6
|  | Primo turno | Primo turno    | Primo turno    | Primo turno | Primo turno |  |  | Ultimo turno | Ultimo turno   | Ultimo turno   | Ultimo turno | Ultimo turno |  |
|  |             |                |                |             |             |  |  |              |                |                |              |              |  |
|  | 6           | Simone Bolelli | Simone Bolelli | 6           | 6           |  |  |              |                |                |              |              |  |
|  |             | Devin Britton  | Devin Britton  | 4           | 3           |  |  | 6            | Simone Bolelli | Simone Bolelli | 6            | 7            |  |
|  | 14          | Kevin Kim      | Kevin Kim      | 7           | 6           |  |  | 14           | Kevin Kim      | Kevin Kim      | 3            | 63           |  |
|  |             | Brendan Evans  | Brendan Evans  | 62          | 2           |  |  |              |                |                |              |              |  |

### Sezione 7
|  | Primo turno | Primo turno    | Primo turno    | Primo turno | Primo turno |  |  | Ultimo turno | Ultimo turno  | Ultimo turno | Ultimo turno | Ultimo turno |  |
|  |             |                |                |             |             |  |  |              |               |              |              |              |  |
|  | 7           | Denis Istomin  | Denis Istomin  | 6           | 7           |  |  |              |               |              |              |              |  |
|  |             | Michaël Llodra | Michaël Llodra | 3           | 65          |  |  | 7            | Denis Istomin | 2            | 6            | 2            |  |
|  | 10          | Jan Hernych    | Jan Hernych    | 6           | 6           |  |  | 10           | Jan Hernych   | 6            | 4            | 6            |  |
|  |             | Ryan Harrison  | Ryan Harrison  | 3           | 3           |  |  |              |               |              |              |              |  |